# Мази
Ма̀зи (на италиански: Masi; на венециански: Maxi, Мази) е село и община в Северна Италия, провинция Падуа, регион Венето. Разположено е на 11 m надморска височина. Населението на общината е 1823 души (към 2015 г.).